# Chlamydomonadales
Die Chlamydomonadales (früher Volvocales) sind eine Ordnung der Grünalgen. Sie umfasst begeißelte und unbegeißelte Einzeller sowie fädige und koloniebildende Formen. Es sind überwiegend Planktonorganismen im Süßwasser. Begeißelte Arten, zu denen auch die koloniebildenden gehören, haben zwei oder vier Geißeln pro Zelle. Die Zellwände bestehen bei unbegeißelten Formen überwiegend aus Zellulose (wie bei Pflanzen), bei begeißelten aus Glykoproteinen.
Einzellige Arten vermehren sich ungeschlechtlich durch Bildung begeißelter Zoosporen, die durch wiederholte Teilung innerhalb der Zellwand gebildet und dann freigesetzt werden. Sexuell pflanzen sie sich fort, indem sie zweigeißelige Gameten beiderlei Geschlechts oder unbegeißelte Eizellen und begeißelte Spermatozoide bilden. Im ersteren Fall können die Gameten beider Geschlechter gleich aussehen (Isogamie), oder die weiblichen sind größer als die männlichen (Anisogamie).
Kolonien bestehen aus miteinander verbundenen begeißelten Zellen. Sie können tafel- oder kugelförmig sein. In der am höchsten entwickelten Gattung Volvox umfasst eine Kolonie mehrere Tausend Zellen und ist als mehrzelliger Organismus anzusehen, weil nur ein geringerer Teil der Zellen zur Fortpflanzung fähig ist.
Alle Chlamydomonadales sind Haplonten, d. h. mit Ausnahme der Zygote sind alle Zellen haploid. Die Zygote ist ein Dauerstadium mit einer derben Zellwand und charakteristischerweise durch Einlagerung von Hämatochrom orangerot gefärbt. In diesem Stadium überdauern diese Algen etwa das Austrocknen ihres Lebensraums.
Die Phylogenie der Chlamydomonadales wurde erst in den letzten Jahren anhand genetischer Daten aufgeklärt. Dabei erwies sich etwa die sehr artenreiche Typusgattung Chlamydomonas als polyphyletische Sammelgruppe aus mindestens acht nicht näher miteinander verwandten Linien, die aufgrund der einfachen Morphologie fälschlich als zusammengehörend betrachtet worden waren. Einige Gruppen wie die früher unterschiedene Ordnung Volvocales wurden bereits als nicht monophyletische Einheiten aufgegeben. Auch die früher unterschiedenen Ordnungen Chlorococcales, Tetrasporales und Chlorosarcinales erwiesen sich zum Teil als hierher gehörig. Die Verwandtschaftsverhältnisse innerhalb der Chlorophyceae sind immer noch ungesichert, weil ein großer Teil der Taxa bis heute nicht sequenziert worden ist. Mögliche Schwestergruppe der Chlamydomonadales ist die Ordnung der Sphaeropleales.
Nach AlgaeBase gehören folgende Familien mit insgesamt mehr als 1600 Arten zur Ordnung:
| Familien der Chlamydomonadales |                             |                                                                                       |
| \| Wissenschaftlicher Name \| Autorenzitat \| Anzahl der bekannten Arten und Bemerkungen \| \| --------------------------------------------------------------- \| --------------------------- \| ------------------------------------------------------------------------------------- \| \| Actinochloridaceae \| Korshikov \| 16 \| \| Asteromonadaceae \| Péterfi \| 10 \| \| Carteriaceae \| Pascher \| 5 \| \| Characiochloridaceae \| Skuja \| 23 \| \| Characiosiphonaceae \| Iyengar \| 2 \| \| Chlamydomonadaceae \| F.Stein \| größte Familie mit über 961 Arten, z. B. mit den Gattungen Chlamydomonas und Polytoma \| \| Chlorangiellaceae \| Bourrelly ex Fott \| 41 \| \| Chlorochytriaceae \| Setchell & N.L.Gardner \| 11 \| \| Chlorococcaceae \| Blackman & Tansley \| 140 \| \| Chlorosarcinaceae \| Bourrelly ex Groover & Bold \| 43 \| \| Dunaliellaceae \| T.Christensen \| 64, z. B. mit den Gattung Dunaliella und Polytomella \| \| Gloeodendraceae \| Korshikov \| 0 \| \| Goniaceae \| (Pascher) Pascher \| 14 \| \| Haematococcaceae \| G.M.Smith \| 42 \| \| Hormotilaceae \| Korshikov \| 4 \| \| Hypnomonadaceae \| Korshikov \| 3 \| \| Palmellaceae \| Decaisne \| 20 \| \| Palmellopsidaceae \| Korshikov \| 51 \| \| Phacotaceae \| Francé \| 83 \| \| Pleurastraceae \| K.R.Mattox & K.D.Stewart \| 4 \| \| Protosiphonaceae \| Blackman & Tansley \| 4 \| \| Raciborskiellaceae \| Korshikov \| 2 \| \| Sphaerocystidaceae \| Fott ex Tsarenko \| 14 \| \| Sphaerodictyaceae \| C.-C.Jao \| 4 \| \| Spondylomoraceae \| Korshikov \| 14 \| \| Tetrabaenaceae \| H.Nozaki & M.Ito \| 2 \| \| Tetrasporaceae \| Wittrock \| 50 \| \| Volvocaceae \| Ehrenberg \| 70, z. B. die Gattung Volvox \| \| daneben gibt es noch 54 Arten unsicherer taxonomischer Stellung \| \| \| |                             |                                                                                       |
| Wissenschaftlicher Name | Autorenzitat                | Anzahl der bekannten Arten und Bemerkungen                                            |
| Actinochloridaceae | Korshikov                   | 16                                                                                    |
| Asteromonadaceae | Péterfi                     | 10                                                                                    |
| Carteriaceae | Pascher                     | 5                                                                                     |
| Characiochloridaceae | Skuja                       | 23                                                                                    |
| Characiosiphonaceae | Iyengar                     | 2                                                                                     |
| Chlamydomonadaceae | F.Stein                     | größte Familie mit über 961 Arten, z. B. mit den Gattungen Chlamydomonas und Polytoma |
| Chlorangiellaceae | Bourrelly ex Fott           | 41                                                                                    |
| Chlorochytriaceae | Setchell & N.L.Gardner      | 11                                                                                    |
| Chlorococcaceae | Blackman & Tansley          | 140                                                                                   |
| Chlorosarcinaceae | Bourrelly ex Groover & Bold | 43                                                                                    |
| Dunaliellaceae | T.Christensen               | 64, z. B. mit den Gattung Dunaliella und Polytomella                                  |
| Gloeodendraceae | Korshikov                   | 0                                                                                     |
| Goniaceae | (Pascher) Pascher           | 14                                                                                    |
| Haematococcaceae | G.M.Smith                   | 42                                                                                    |
| Hormotilaceae | Korshikov                   | 4                                                                                     |
| Hypnomonadaceae | Korshikov                   | 3                                                                                     |
| Palmellaceae | Decaisne                    | 20                                                                                    |
| Palmellopsidaceae | Korshikov                   | 51                                                                                    |
| Phacotaceae | Francé                      | 83                                                                                    |
| Pleurastraceae | K.R.Mattox & K.D.Stewart    | 4                                                                                     |
| Protosiphonaceae | Blackman & Tansley          | 4                                                                                     |
| Raciborskiellaceae | Korshikov                   | 2                                                                                     |
| Sphaerocystidaceae | Fott ex Tsarenko            | 14                                                                                    |
| Sphaerodictyaceae | C.-C.Jao                    | 4                                                                                     |
| Spondylomoraceae | Korshikov                   | 14                                                                                    |
| Tetrabaenaceae | H.Nozaki & M.Ito            | 2                                                                                     |
| Tetrasporaceae | Wittrock                    | 50                                                                                    |
| Volvocaceae | Ehrenberg                   | 70, z. B. die Gattung Volvox                                                          |
| daneben gibt es noch 54 Arten unsicherer taxonomischer Stellung |                             |                                                                                       |

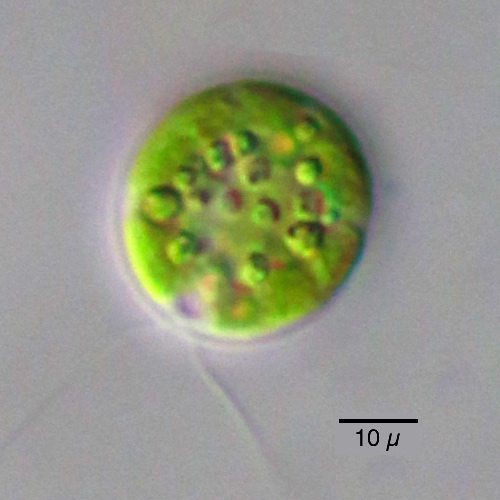
Chlamydomonas globosa
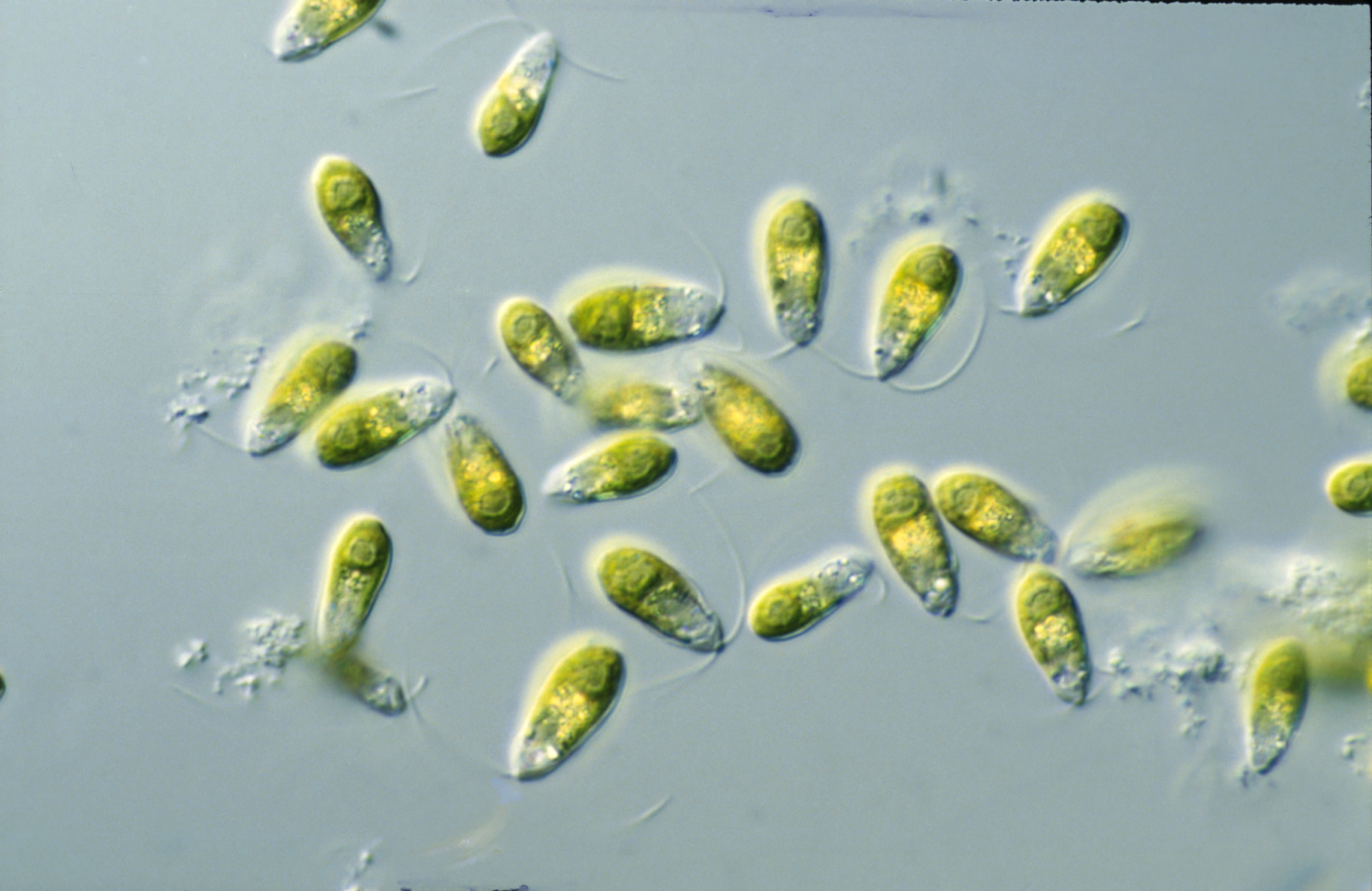
Art der Gattung Dunaliella
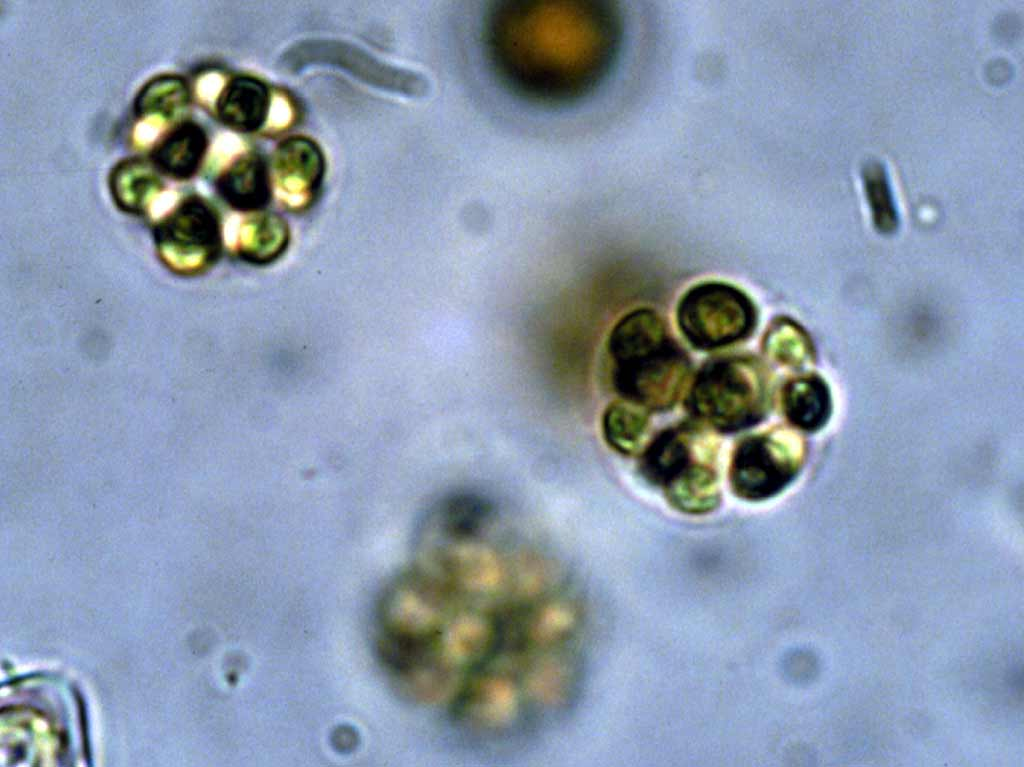
Sphaerocystis schroeteri
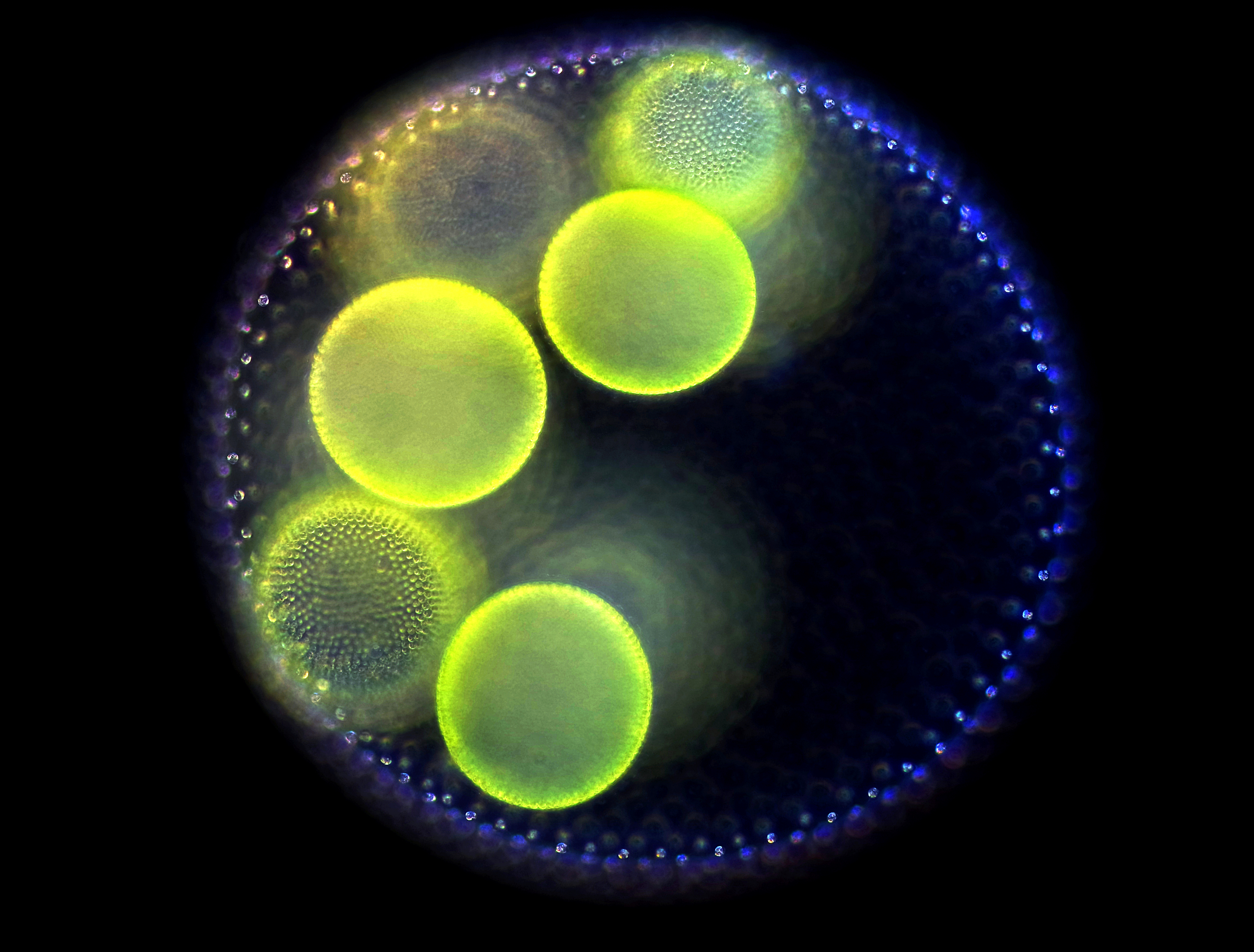
Volvox aureus